# Коричневая сумчатая мышь
Коричневая сумчатая мышь (Antechinus leo) — вид из рода сумчатых мышей семейства хищные сумчатые. Эндемик Австралии.

## Распространение
Обитает в восточной части полуострова Кейп-Йорк в австралийском штате Квинсленд, в районе хребтов Мак-Илрейт и Айрон. Встречается на высоте до 800 м. Естественная среда обитания — мезофилльные леса с обильным растительным покровом.

## Внешний вид
Средний вес взрослой особи — 45-100 г (самца), 30-48 г (самки). Длина тела с головой у самцов — 115—155 мм, длина хвоста — 90—140 мм; длина тела с головой у самок — 95—136 мм, длина хвоста — 77-114 мм. Волосяной покров на спине оливкового цвета с рыжевато-коричневым оттенком, на брюхе — светло-коричневого цвета. Хвост тонкий, заострённый. Уши округлые.

## Образ жизни
Ведут полудревестный образ жизни. Гнёзда устраивают в небольших норах, где животные проводят день. Активность приходится на ночь. Питаются преимущественно насекомыми.

## Размножение
О размножении вида практически ничего неизвестно. У самок имеется десять сосков. Период размножения, вероятно, приходится на начало октября, а приплод появляется в начале ноября. Как и в случае с другими сумчатыми мышами, самцы, скорее всего, умирают вскоре после оплодотворения самки.